# Geórgios Mavromichális
Geórgios Mavromichális (en grec moderne : Γεώργιος Μαυρομιχάλης), né dans le Magne vers 1800 et mort à Nauplie le 9 octobre 1831, est un combattant de la guerre d'indépendance grecque et l'un des assassins du gouverneur de Grèce Ioánnis Kapodístrias.

## Biographie
Il est le fils de Pétros Mavromichális et appartient à une famille importante du Magne, les Mavromichális. Il participe à l'insurrection grecque de 1821, prenant part notamment à la bataille des Dervénakia en 1822.
Après la déclaration de l'indépendance de la Grèce, il est nommé président de la commission du gouvernement assurant l'intérim avant l'arrivée du gouverneur élu, Ioánnis Kapodístrias. Son père entre en conflit avec ce dernier et est emprisonné sur son ordre en 1830. Ce différend est la cause de l'assassinat de Kapodístrias par Geórgios Mavromichális et son oncle Konstantínos (en) le 9 octobre 1831. Konstantínos est tué immédiatement, Geórgios exécuté après son arrestation.